# باستر براون (مغني)
باستر براون (بالإنجليزية: Buster Brown)‏ هو مغني أمريكي، ولد في 15 أغسطس 1911 في كورديل في الولايات المتحدة، وتوفي في 31 يناير 1976 في نيويورك في الولايات المتحدة.

## وصلات خارجية
- باستر براون على موقع IMDb (الإنجليزية)
- باستر براون على موقع ميوزك برينز (الإنجليزية)
- باستر براون على موقع أول ميوزيك (الإنجليزية)
- باستر براون على موقع ديسكوغز (الإنجليزية)